# Vinto
Vinto – miasto w Boliwii, położone w zachodniej części departamentu Cochabamba.

## Demografia
Źródło.